# Mobilepay
Mobilepay, i marknadsföring skrivet MobilePay, är en dansk mobil betalningsmetod för direktöverföringar mellan privatpersoner och betalning i butiker och på internet som har utvecklats av Danske Bank. Tjänsten kan i viss mån liknas vid svenska Swish. 
Mobilepay lanserades i Danmark den 7 maj 2013 som en app för betalningar mellan privatpersoner. Året efter blev det möjligt att betala i butiker och på internet med tjänsten.
Mobilepay finns också i Finland sedan 2016, och har funnits i Norge, men lades ned till förmån för Vipps 2017. Mobilepay är medlem i European Mobile Payment Systems Association.
I november 2022 gick Mobilepay samman med norska Vipps till ett gemensamt företag, dock har respektive varumärke behållits.
2024 infördes stöd för svenska språket i MobilePays app för Finland.